# Sông Trà Sơn
Sông Trà Sơn (tên khác: Sông Kon Trut, Sông Sơn Lang) là một con sông đổ ra Sông Côn. Sông có chiều dài 39 km và diện tích lưu vực là 229 km². Sông Trà Sơn chảy qua các tỉnh Gia Lai, Bình Định.